# 上海喜玛拉雅美术馆

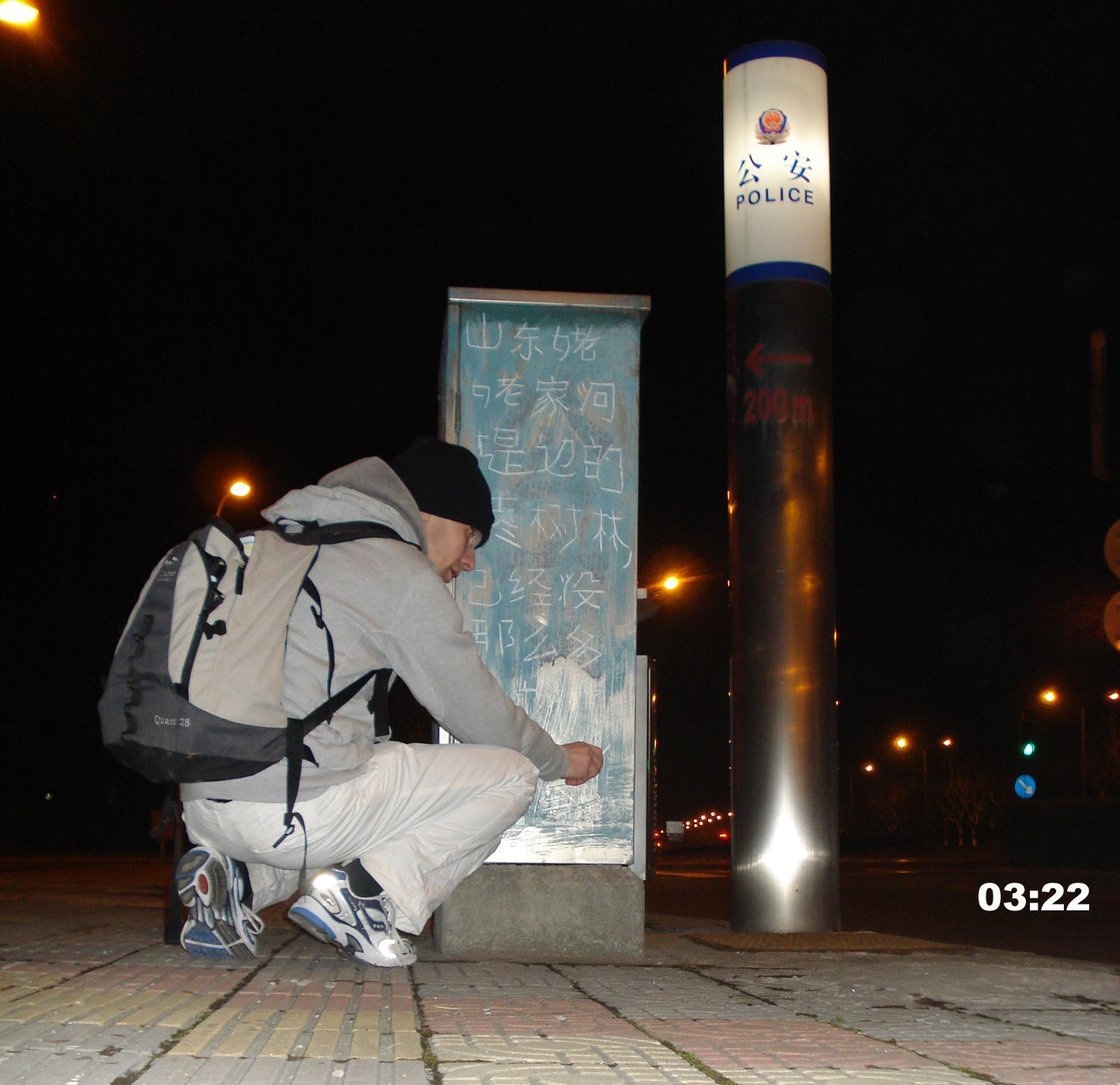
展览

上海喜玛拉雅美术馆 (英語：Shanghai Himalayas Museum)，前身为上海证大现代艺术馆 (英語：Shanghai Zendai MoMA)是一座位于上海浦东新区的私人美术馆。专注于艺术展览，教育，收藏，研究和学术交流。

## 历史
2005年由证大集团建立。 它作为主要组织者参与了由Yongwoo Lee和Hans-Ulrich Obrist精心策划一年打造的创意平台上海项目。坐落于喜马拉雅中心A区3-4层，由日本建筑师矶崎新设计建造，2012年面向公众开放。
除了主馆以外，还有两处分馆，分别是证大当代艺术空间，位于上海杨浦区五维空间创意园区。占地面积2000平方米，空间由画廊和艺术家工作室组成，重点是实验和前卫艺术的研究与探索。以及证大朱家角艺术馆，位于上海青浦区朱家角，占地面积达到400平方米，由艺术家套房，画廊和会议室组成的两层小楼。该空间运行着艺术家居住计划，并组织针对当地社区的各种公共艺术节目。

## 展览
2011年以来美术馆举办了多起国际展览，包括“设计的设计—原研哉中国展”, “托尼·克拉格：雕塑与绘画展”， 肖恩·斯库利个人展览， 隙间—隈研吾中国展，荒木经惟：感伤之旅·堕乐园等。2016年9月至2017年7月，「上海种子」活动在上海喜玛拉雅美术馆等地舉行。